# NGC 199
NGC 199 est une galaxie lenticulaire située dans la constellation des Poissons. NGC 199 a été découverte par l'astronome prussien Heinrich Louis d'Arrest en 1862.

## Caractéristiques
Sa vitesse par rapport au fond diffus cosmologique est de 4 258 ± 26 km/s, ce qui correspond à une distance de Hubble de 62,8 ± 4,4 Mpc (∼205 millions d'al).